# Parastrangalis ishigakiensis
Parastrangalis ishigakiensis är en skalbaggsart som beskrevs av Hayashi 1971. Parastrangalis ishigakiensis ingår i släktet Parastrangalis och familjen långhorningar. Inga underarter finns listade i Catalogue of Life.